# Стефан Порато
Стефан Порато (фр. Stéphane Porato, нар. 19 вересня 1973, Коломб, Франція) — французький футболіст, що грав на позиції воротаря. Виступав за національну збірну Франції.
Чемпіон Франції. Дворазовий володар Суперкубка Франції.

## Клубна кар'єра
У дорослому футболі дебютував 1992 року виступами за команду клубу «Тулон», в якій провів один сезон, взявши участь лише у 2 матчах чемпіонату.
Своєю грою за цю команду привернув увагу представників тренерського штабу клубу «Монако», до складу якого приєднався 1993 року. Відіграв за команду з Монако наступні п'ять сезонів своєї ігрової кар'єри.
Згодом з 1998 по 2007 рік грав у складі команд клубів «Марсель», «Монако», «Кретей», «Аяччо» та «Алавес». Протягом цих років виборов титул володаря Суперкубка Франції.
Завершив професійну ігрову кар'єру у клубі «Херес», за команду якого виступав протягом 2007—2009 років.

## Виступи за збірну
1999 року провів один матч на офіційному рівні у складі національної збірної Франції.

## Досягнення
- Чемпіон Франції (1):

«Монако»: 1996–1997
- Володар Суперкубка Франції (2):

«Монако»: 1997, 2000